# Semoutiers-Montsaon
Semoutiers-Montsaon és un municipi francès situat al departament de l'Alt Marne i a la regió del Gran Est. L'any 2007 tenia 875 habitants.

## Demografia

### Població
El 2007 la població de fet de Semoutiers-Montsaon era de 875 persones. Hi havia 180 famílies de les quals 26 eren unipersonals (11 homes vivint sols i 15 dones vivint soles), 64 parelles sense fills, 79 parelles amb fills i 11 famílies monoparentals amb fills.
La població ha evolucionat segons el següent gràfic:
Habitants censats

### Habitatges
El 2007 hi havia 209 habitatges, 181 eren l'habitatge principal de la família, 8 eren segones residències i 19 estaven desocupats. 202 eren cases i 7 eren apartaments. Dels 181 habitatges principals, 155 estaven ocupats pels seus propietaris, 24 estaven llogats i ocupats pels llogaters i 2 estaven cedits a títol gratuït; 3 tenien dues cambres, 8 en tenien tres, 44 en tenien quatre i 126 en tenien cinc o més. 155 habitatges disposaven pel capbaix d'una plaça de pàrquing. A 48 habitatges hi havia un automòbil i a 126 n'hi havia dos o més.

### Piràmide de població
La piràmide de població per edats i sexe el 2009 era:
| Homes | Edats   | Dones |
| ----- | ------- | ----- |
| 0     | 95 o +  | 0     |
| 0     | 90 a 94 | 0     |
| 0     | 85 a 89 | 0     |
| 4     | 80 a 84 | 0     |
| 4     | 75 a 79 | 4     |
| 8     | 70 a 74 | 16    |
| 8     | 65 a 69 | 4     |
| 12    | 60 a 64 | 8     |
| 12    | 55 a 59 | 8     |
| 16    | 50 a 54 | 8     |
| 24    | 45 a 49 | 12    |
| 40    | 40 a 44 | 40    |
| 28    | 35 a 39 | 20    |
| 16    | 30 a 34 | 32    |
| 24    | 25 a 29 | 8     |
| 12    | 20 a 24 | 12    |
| 32    | 15 a 19 | 24    |
| 24    | 10 a 14 | 20    |
| 44    | 5 a 9   | 20    |
| 4     | 0 a 4   | 4     |

## Economia
El 2007 la població en edat de treballar era de 710 persones, 614 eren actives i 96 eren inactives. De les 614 persones actives 602 estaven ocupades (457 homes i 145 dones) i 12 estaven aturades (5 homes i 7 dones). De les 96 persones inactives 36 estaven jubilades, 34 estaven estudiant i 26 estaven classificades com a «altres inactius».

### Ingressos
El 2009 a Semoutiers-Montsaon hi havia 189 unitats fiscals que integraven 516 persones, la mediana anual d'ingressos fiscals per persona era de 19.017,5 €.

### Activitats econòmiques
Dels 15 establiments que hi havia el 2007, 3 eren d'empreses de construcció, 5 d'empreses de comerç i reparació d'automòbils, 1 d'una empresa de transport, 1 d'una empresa d'hostatgeria i restauració, 1 d'una empresa financera, 1 d'una empresa immobiliària, 2 d'empreses de serveis i 1 d'una entitat de l'administració pública.
Dels 4 establiments de servei als particulars que hi havia el 2009, 1 era un taller d'inspecció tècnica de vehicles, 2 electricistes i 1 restaurant.
Dels 3 establiments comercials que hi havia el 2009, 1 era una botiga de menys de 120 m², 1 una botiga de roba i 1 una botiga d'electrodomèstics.
L'any 2000 a Semoutiers-Montsaon hi havia 15 explotacions agrícoles que ocupaven un total de 1.568 hectàrees.

## Equipaments sanitaris i escolars
El 2009 hi havia 1 escola maternal i 1 escola elemental.

## Poblacions més properes
El següent diagrama mostra les poblacions més properes.